# Ensemble pour la Catalogne (parti politique)
Pour les articles homonymes, voir Ensemble pour la Catalogne.
Ne doit pas être confondu avec Ensemble pour le oui.
Ensemble pour la Catalogne (en catalan : Junts per Catalunya, abrégé en Junts ou JxCat) est un parti politique indépendantiste catalan formé le 25 juillet 2020 sur la base de la coalition du même nom.

## Historique

### Fondation
L'ancien président de la généralité de Catalogne, Carles Puigdemont, décide en juillet 2020 de constituer un nouveau parti sur la base de la coalition Ensemble pour la Catalogne. Il choisit comme date d'ouverture du congrès constitutif le 25 juillet, soit le jour où le conseil national du Parti démocrate européen catalan (PDeCAT) doit se réunir afin de discuter de sa stratégie au sujet du mouvement indépendantiste et des prochaines élections catalanes. Le 18 juillet, Elsa Artadi présente les principaux éléments de la nouvelle formation, dont le nom court sera Ensemble (Junts) et la couleur le turquoise.
Après avoir élu Lluís Puig, ancien conseiller à la Culture de la généralité, président du bureau du congrès fondateur par 96,8 % des exprimés le 25 juillet, les militants portent le 9 août Carles Puigdemont à la présidence par 99,3 % des voix et Jordi Sànchez au secrétariat général avec 94 % des suffrages, tous deux étant seuls candidats en lice ; Jordi Turull, Elsa Artadi, Josep Rius et Anna Erra sont élus vice-présidents. En octobre suivant, la seconde partie du congrès adopte les motions politique et d'organisation, le parti revendiquant ainsi sa fidélité au résultat du référendum d'indépendance du 1er octobre 2017 ainsi que la confrontation non-violente et la non-coopération avec l'État espagnol, et la désobéissance civile, afin d'obtenir la sécession du territoire catalan.
Le siège du parti, ouvert le 1er janvier 2021, est installé au n°9 du passatge de Bofill, non loin de la Sagrada Família. Il comprend sur deux étages, des bureaux, un plateau ouvert et une salle de presse répartis sur 500 m2.

### Élections catalanes de 2021
Dans la perspective des élections parlementaires anticipées du 14 février 2021, deux personnalités se présentent aux primaires des 28 et 29 novembre 2020, pour désigner le chef de file électoral du parti : le conseiller au Territoire, Damià Calvet (ca), et la porte-parole au Congrès, Laura Borràs. Celle-ci l'emporte avec 75,8 % des suffrages exprimés, soit 2 954 voix. Lors du scrutin parlementaire, Junts arrive en troisième position avec 20 % des voix et 32 députés sur 135, soit un de moins que la Gauche républicaine de Catalogne (ERC) et que le Parti des socialistes de Catalogne (PSC).
Le parti propose, le 11 mars, que Laura Borràs soit candidate à la présidence du Parlement, son élection étant assurée en raison d'un pacte conclu avec la Gauche républicaine et la Candidature d'unité populaire (CUP) sur la composition du bureau de l'assemblée. Elle est effectivement élue le lendemain présidente du Parlement de Catalogne en obtenant au second tour 64 voix, contre 50 à la socialiste Eva Granados et 18 bulletins blancs. Le 17 mai, six semaines après s'être opposé à l'investiture du républicain Pere Aragonès sans accord de coalition préalablement signé avec ERC, Junts parvient à un pré-accord pour un gouvernement conjoint avec la Gauche républicaine. Celui-ci permet l'investiture d'Aragonès quatre jours plus tard, puis la formation du gouvernement partagé le 26 mai.

### Congrès de 2022
Carles Puigdemont annonce le 3 mai 2022 qu'il a convoqué pour le mois suivant, le 4 juin à Argelès-sur-Mer, en France, le IIe congrès de Junts, et qu'il n'y sera pas candidat. Le 10 mai, à quelques heures de la clôture du délai pour le dépôt des candidatures, les deux principaux aspirants à la direction du mouvement, la présidente du Parlement, Laura Borràs, et l'ex-conseiller à la Présidence, Jordi Turull, concluent un accord pour présenter une candidature conjointe : Borràs occupera la présidence, avec des fonctions exécutives renforcées, et Turull le secrétariat général, cédant une partie de ses compétences à sa nouvelle alliée.
Les résultats du vote des adhérents sont proclamés le 4 juin à Argelès : tous deux sont effectivement élus, Turull avec 92 % des suffrages exprimés, et Borràs avec 78 %. La maire de Vic, Anna Erra, et les députés Josep Rius (ca), Francesc de Dalmases (ca) et Aurora Madaula (es) sont élus vice-présidents. Le candidat au secrétariat à l'Organisation, David Torrents, proposé par Laura Borràs, échoue en revanche à franchir le seuil pour être élu au sein de la direction,. Torrents est finalement élu par les militants deux semaines plus tard, lors d'un nouveau vote.
Le 17 juillet suivant, la seconde partie du congrès, à L'Hospitalet de Llobregat, approuve les motions d'organisation, politique, sectorielle et municipale, et élit Josep Rull à la présidence du conseil national. Le parti vote notamment la suppression automatique de la suspension de leurs droits des militants renvoyés devant la justice dans les cas de guerre juridique, la demande de supprimer l'impôt sur les successions et une réflexion sur la suppression de l'impôt sur le patrimoine, et la priorité donnée aux autres forces indépendantistes dans la conclusion des accords de coalition. Les élections pour la direction des structures territoriales et des courants idéologiques, en septembre, tournent à l'avantage des partisans de Jordi Turull, qui remportent les douze duels dans lesquels ils étaient engagés face aux soutiens de Laura Borràs.

### Rupture avec ERC
Lors du débat annuel de politique générale devant le Parlement, le président du groupe de Junts, Albert Batet, déclare le 27 septembre 2022 que son parti est prêt à demander que Pere Aragonès se soumette à un vote de confiance s'ils estiment que leur accord de coalition n'est pas correctement appliqué sur le sujet de l'accession à l'indépendance. Le lendemain, le président de la Généralité annonce la révocation du vice-président, Jordi Puigneró, qui a admis avoir été au courant du contenu de l'intervention de Batet, sans en informer Aragonès.
Le 29 septembre, après une réunion de neuf heures de la commission exécutive de Junts, Jordi Turull fait savoir que l'ensemble des conseillers a mis ses fonctions à disposition du parti, qui renvoie la décision de rompre ou non la coalition avec la Gauche républicaine à un référendum interne convoqué les 6 et 7 octobre suivants. La direction indique, le soir du 7 octobre, que 55,73 % des militants ayant pris part au vote — avec un taux de participation de 79,8 % des inscrits — se sont prononcés en faveur de la sortie du gouvernement, donc la rupture de la coalition avec la Gauche républicaine, mettant un terme à une gouvernance partagée entre les deux espaces politiques depuis 2016. Entretemps, Junts avait fait parvenir à Aragonès deux propositions pour rétablir leur coalition, que celui-ci avait rejeté,.
Le vice-président du parti, Francesc de Dalmases, remet sa démission le 25 octobre suivant, après qu'un rapport interne a considéré qu'il avait bien cherché à intimider, le 9 juillet 2022, une journaliste de la chaîne publique TV3 à la suite d'une interview qui lui avait déplu de Laura Borràs, dont il est un très proche. Il renonce en parallèle à ses fonctions de porte-parole à la commission parlementaire de contrôle du service public audiovisuel CCMA, mais conserve son mandat de député.

### Demi-performance aux municipales de 2023
Aux élections municipales du 28 mai 2023, Ensemble pour la Catalogne réalise un bon résultat : il devient le deuxième parti en nombre de voix, le premier en nombre de premières places obtenues, et la première force indépendantiste dans les urnes. Dans le détail, il arrive en tête à Barcelone en faisant plus que doubler sa représentation, reprend Sant Cugat del Vallès et Figueras et s'impose dans de vieux fiefs de Convergència, comme Vic, Tortose, Igualada, Olot, Banyoles ou Martorell, mais perd Gérone et échoue à s'implanter dans l'aire métropolitaine de Barcelone.
En dépit de ces résultats, Junts voit sa présence institutionnelle reculer : la mairie de Barcelone lui échappe au profit du socialiste Jaume Collboni, tandis qu'il est exclu de la coalition gouvernant la députation de Barcelone, dont il faisait précédemment partie. Ses principales places de pouvoir se situent à Sant Cugat del Vallès et à la députation de Gérone. Dans 15 des 67 communes de plus de 5 000 habitants, Junts a conclu des accords de coalition avec le Parti socialiste, soit plus qu'avec la Gauche républicaine.

### Législatives de 2023 et accord avec le PSOE
Ayant remporté sept sièges de député au Congrès lors des élections générales anticipées du 23 juillet 2023, Ensemble pour la Catalogne perd un député et 137 000 voix par rapport à JuntsXCat en novembre 2019. L'absence de majorité à la chambre basse des Cortes lui attribue cependant un rôle-clé et le parti ouvre la porte à un accord d'investiture avec le président du gouvernement socialiste sortant Pedro Sánchez, en échange de concessions importantes. Le 28 octobre suivant, Pedro Sánchez se prononce publiquement en faveur d'une loi d'amnistie pour les indépendantistes catalans, répondant favorablement à une condition posée par Junts.
L'accord d'investiture entre le Parti socialiste et Ensemble pour la Catalogne, qui prévoit effectivement une amnistie ainsi qu'une négociation autour de la reconnaissance de la Nation catalane et l'instauration d'un « mécanisme de vérification internationale » de la mise en œuvre effective de l'entente, est signé le 9 novembre par le secrétaire général de Junts Jordi Turull et le secrétaire à l'Organisation du PSOE Santos Cerdán. Le 16 novembre, les sept députés de Junts votent effectivement l'investiture de Pedro Sánchez au Congrès des députés, qui l'emporte par 179 voix pour sur 350. La loi d'amnistie est définitivement adoptée le 30 mai 2024 par les Cortes Generales.

### Élections régionales puis congrès de 2024

Junts mène une campagne centrée sur Carles Puigdemont aux élections de 2024.

À la suite de la convocation des élections régionales anticipées du 12 mai 2024 par Pere Aragonès, Carles Puigdemont annonce le 21 mars qu'il sera candidat à la présidence de la Généralité dans le cadre de ce scrutin. Chef de file électoral de Junts, il signe le 26 mars un accord de coalition électorale avec sept autres partis dans l'idée de constituer une « liste unitaire » au-delà de son seul parti et baptise sa candidature « Junts+ Puigdemont per Catalunya » (en français : « Ensemble + Puigdemont pour la Catalogne »).
À l'issue d'une campagne hyper-personnalisée autour de son candidat, Junts parvient à gagner trois députés au Parlement de Catalogne grâce à un « effet Puigdemont » qui redynamise le parti, désormais deuxième force politique derrière le Parti socialiste, mais ne peut empêcher l'indépendantisme de perdre sa majorité absolue. Lors de la séance d'installation de la XVe législature le 10 juin suivant, le député de Junts Josep Rull est élu président du Parlement grâce à un accord avec ERC et la CUP. Bien que Carles Puigdemont ait revendiqué à plusieurs reprises sa légitimité à postuler à la présidence du gouvernement de la communauté autonome en arguant que les indépendantistes forment le premier bloc au Parlement,, l'investiture revient au socialiste Salvador Illa.
Quelques heures après l'assermentation du nouveau gouvernement catalan le 12 août, la direction de Junts annonce la convocation pour la fin du mois d'octobre d'un congrès extraordinaire afin de redéfinir la feuille de route du parti, dont les principales places de pouvoir se limitent désormais à la députation provinciale de Gérone et quelques mairies d'importance comme Sant Cugat del Vallès, Figueras, Valls ou encore Igualada, et renouveler ses organes dirigeants, alors que la présidente Laura Borràs a vu son influence fortement diminuer en raison de sa condamnation pour avoir truqué des marchés publics.
Le 20 octobre, à six jours de l'ouverture du congrès, Junts et le parti Démocrates de Catalogne (DC), son allié électoral récurrent depuis 2021, signent un accord qui prévoit la dissolution de DC au sein de Junts. Carles Puigdemont confirme trois jours plus tard sa candidature à la présidence du parti, qui faisait l'objet de rumeurs et de discussions privées entre les cadres dirigeants de Junts depuis plusieurs semaines. Il présente la liste pour sa commission exécutive au premier jour du conclave, le 26 octobre, et propose la reconduction de Jordi Turull, un de ses fidèles, au secrétariat général, le renouvellement de trois des quatre vice-présidents, la désignation d'une nouvelle secrétaire à l'Organisation et le remplacement d'une dizaine de membres, confiant les principales fonctions de direction à des anciens de la Convergence démocratique de Catalogne. La liste est ratifiée le lendemain par 90,18 % des suffrages exprimés lors d'un vote des militants. Le congrès est l'occasion d'une redéfinition stratégique et idéologique du parti, sur une posture à la fois ouverte à la négociation avec l'État en vue de la décentralisation de nouvelles compétences et davantage marquée à droite selon le journal ElDiario.es, avec notamment la revendication d'une baisse des impôts sur le revenu et sur les successions, d'un durcissement du Code pénal et de l'exercice intégral des compétences en matière d'immigration et intégration.

## Courants idéologiques
Conformément aux dispositions des statuts du parti, Junts autorise la constitution de courants idéologiques internes. En 2021, trois courants sont constitués : le courant libéral, le courant social-démocrate, et le courant de gauche. Sommairement, les libéraux se veulent défenseur de la liberté d'entreprendre et du soutien au monde économique ; les sociaux-démocrates mettent l'accent sur les services publics et la redistribution ; et la gauche revendique un positionnement plus social du parti.

## Organisation de jeunesse
La Jeunesse nationaliste de Catalogne (JNC) constitue le mouvement de jeunesse de Junts. Ancienne organisation des jeunes de la Convergence démocratique de Catalogne (CDC) puis du Parti démocrate, la JNC décide en octobre 2020 de rompre avec ce dernier et de soutenir Junts, sans que les deux structures n'établissent de relations formelles. En février 2021 est créé le mouvement Joves Junts, qui aspire à devenir le mouvement des jeunes d'Ensemble pour la Catalogne. Finalement, Junts et la JNC concluent en juin 2022 un accord de coopération, qui prévoit la participation du mouvement de jeunesse aux organes dirigeants du parti,, et qui est ratifié lors d'une réunion du conseil national de Junts, le 19 novembre.

## Adhérents
| Année         | Événement                             | Nombre |
| ------------- | ------------------------------------- | ------ |
| Août 2020     | Élection de la direction              | 3 791  |
| Décembre 2020 | Primaires                             | 5 128  |
| Mai 2021      | Ratification d'un accord de coalition | 6 528  |
| Juin 2022     | Élection de la direction              | 6 010  |
| Octobre 2022  | Référendum interne                    | 6 465  |

## Dirigeants

### Présidents
- Carles Puigdemont (2020-2022) ;
- Laura Borràs (2022-2024) ;
- Carles Puigdemont (depuis 2024).

### Secrétaires généraux
- Jordi Sànchez (2020-2022) ;
- Jordi Turull (depuis 2022).

## Résultats électoraux

### Élections au Parlement de Catalogne
| Année | Tête de liste     | Voix    | %     | Rang | Sièges   | Gouvernement                                  |
| ----- | ----------------- | ------- | ----- | ---- | -------- | --------------------------------------------- |
| 2021  | Laura Borràs      | 568 002 | 20,04 | 3e   | 31 / 135 | Aragonès (2021-2022) ; opposition (2022-2024) |
| 2024  | Carles Puigdemont | 681 470 | 21,59 | 2e   | 35 / 135 | Opposition                                    |

### Élections générales
| Année | Congrès des députés | Congrès des députés | Congrès des députés | Congrès des députés | Sénat   | Gouvernement          |
| Année | Voix                | %                   | Rang                | Sièges              | Sièges  | Gouvernement          |
| ----- | ------------------- | ------------------- | ------------------- | ------------------- | ------- | --------------------- |
| 2023  | 395 429             | 11,16               | 5e                  | 7 / 48              | 1 / 16  | Soutien à Sánchez III |
| 2023  | 395 429             | 1,60                | 6e                  | 7 / 350             | 1 / 208 | Soutien à Sánchez III |

### Élections municipales
| Année | Président    | Voix    | %     | Rang | Sièges      |
| ----- | ------------ | ------- | ----- | ---- | ----------- |
| 2023  | Laura Borràs | 552 721 | 18,38 | 2e   | 2683 / 9147 |

### Élections européennes
| Année | Tête de liste | Voix    | %    | Rang | Sièges | Groupe |
| ----- | ------------- | ------- | ---- | ---- | ------ | ------ |
| 2024  | Toni Comín    | 442 297 | 2,52 | 8e   | 1 / 61 | NI     |